# Tarančiové

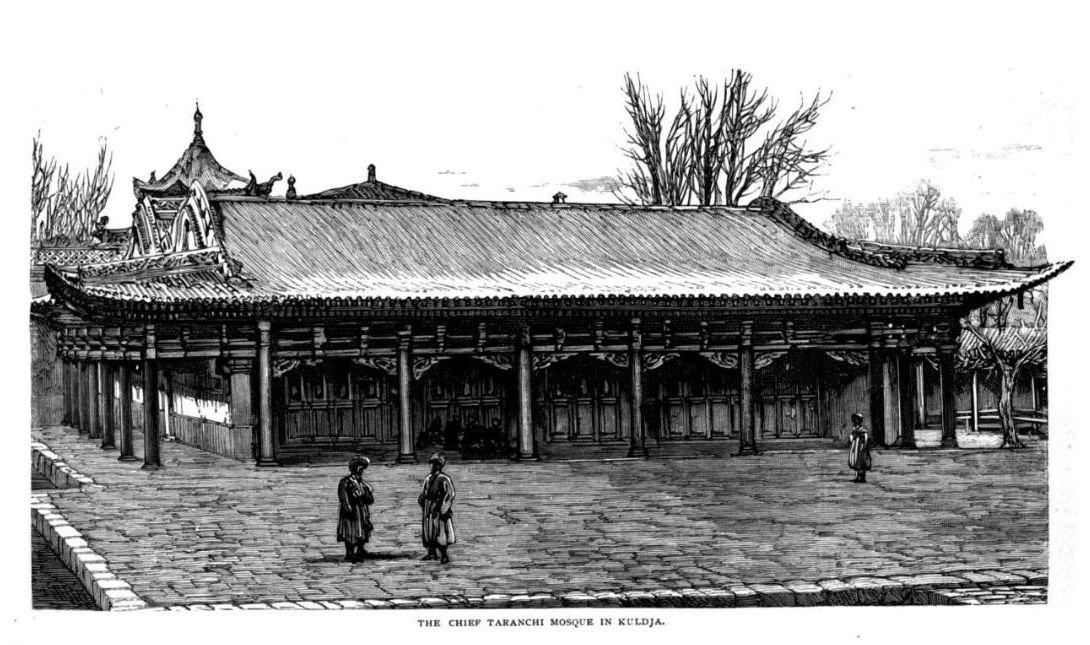
Hlavní Tarančiská mešita v Guldži (Jining)

Iliští Ujgurové nebo Tarančiové (ujgursky تارانچى → Taranchy, čínsky 塔蘭奇 pchin-jinem talanqi, obvyklou fonetikou: talan-čchi, turecky plurál:Tarançiler} je termín označující muslimskou usedlou populaci žijící v oázách kolem Tarimské pánve v Ili (Jili) Kazašské autonomní prefektuře v současném Sin-ťiangu v Číně. Na toto území byly usazeni Číňany. Při sčítání lidu roku 1926 byl jejich počet na 53 010 obyvatel.

## Etymologie

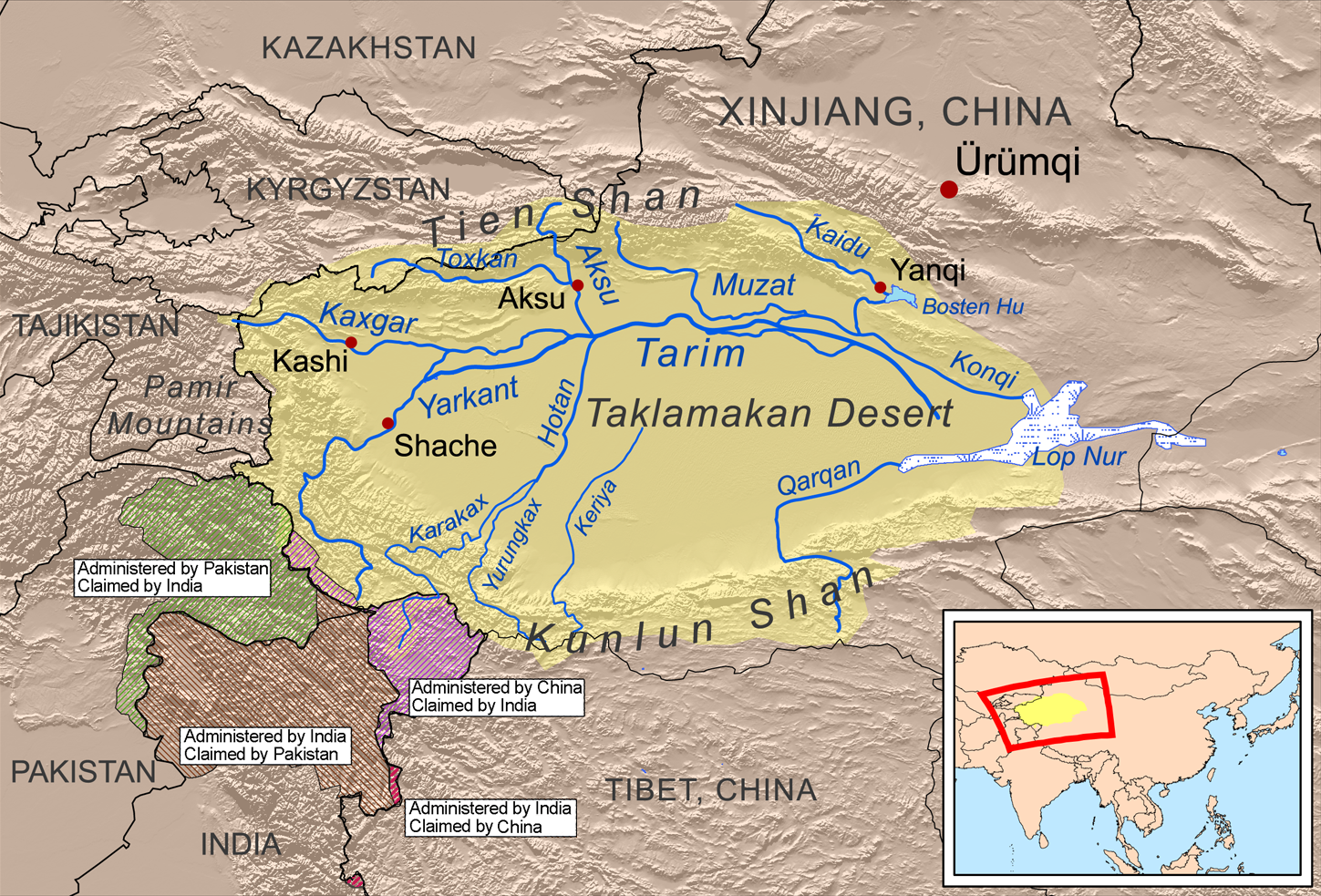
Mapka znázorňující umístění Tarimských řek

Otázkou kmene Ilištích Ujgurů se zabýval Friedrich Wilhelm Radloff, který zkoumal jejich původ, způsob života, tradice atd. Své poznatky shrnul do slavného díla Пробен → Proben. Jejich etymologický název „Taranči“ se skládá ze slovního kořene „taran“ + sufixu „či“. Slovo „taran“ je zkomoleninou slova „tarım“ jež nese význam „zemědělství“. Čili „taran“ + sufix „či“ je používáno v odvozeném tvaru „tarım“ + sufix „dži“ s významem: zemědělec → tarımdži (jako například: Tarimská pánev → Zemědělská pánev).
Iliští Ujgurové jsou skupina Ujgurů z Východního Turkestánu (Čína), který se do 18. století stěhovaly do Iliské oblasti z Kazachstánu. Až do roku 1930, (jako Kašgarci), byly považovaní za odlišnou etnickou skupinu. Od té doby byly klasifikovány jako Ujgurové.